# Edgar de Wahl

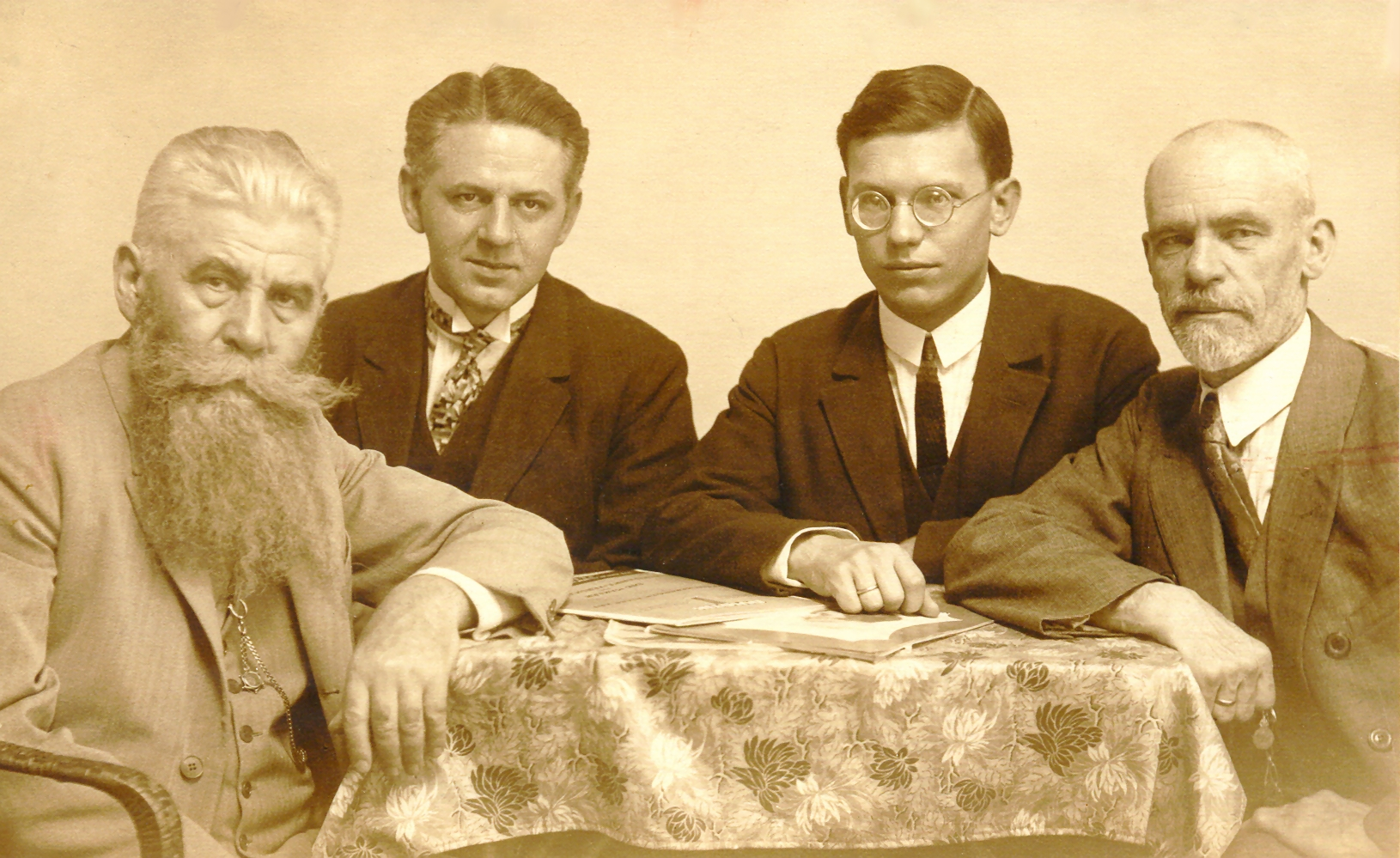
Edgar de Wahl (pierwszy z prawej) w 1927 roku

Edgar de Wahl (ur. 11 sierpnia 1867 w Olwiopolu, zm. 9 marca 1948 w Tallinnie) – twórca sztucznego języka occidental (interlingue).
Urodził się w mieście Olwiopol w Rosji (dzisiaj Pierwomajsk na Ukrainie). Studiował w Sankt Petersburgu, a potem pracował w Tallinnie. Był adeptem języka wolapik, później zainteresował się językiem esperanto, służąc Zamenhofowi radą w sprawach gramatyki i słownictwa. Po kilku latach porzucił esperanto i w następnych latach pracował nad zagadnieniem optymalnej postaci pomocniczego języka międzynarodowego.
W 1922 opublikował nowy język occidental, oparty na tzw. regule de Wahla, oraz pierwszy numer periodyku zatytułowanego "Kosmoglott" (później "Cosmoglotta"), redagowanego całkowicie w tym języku. W następnych latach de Wahl uczestniczył w dyskusjach dotyczących rozwoju occidentalu, ale pozostawił jego ewolucję w rękach użytkowników. Po wybuchu II wojny światowej miał ograniczone kontakty z ruchem użytkowników occidentalu, w tamtym czasie skupionym w neutralnej Szwajcarii. Ostatnie lata życia spędził w jednym z estońskich uzdrowisk, gdzie zmarł w 1948. Już po jego śmierci w 1949 nazwa języka została zmieniona na interlingue.